# Tonino Ricci
Tonino Ricci, pseudonimo di Teodoro Ricci (Roma, 23 ottobre 1927 – Roma, 9 marzo 2014), è stato un regista italiano.
Era noto anche come Anthony Richmond.

## Biografia
Era fratello minore della madre del rugbista Franco Cioni.

## Filmografia

### Regista
- Il dito nella piaga (1969)
- Monta in sella figlio di...! (1971)
- Un omicidio perfetto a termine di legge (1971)
- Colpo grosso... grossissimo... anzi probabile (1972)
- L'onorata famiglia - Uccidere è cosa nostra (1973)
- Kid il monello del West (1973)
- Storia di karatè, pugni e fagioli (1973)
- Zanna Bianca alla riscossa (1974)
- Storia di arcieri, pugni e occhi neri (1976)
- Pasión (1977)
- Delirio d'amore (1977)
- Bermude: la fossa maledetta (1978)
- Incontri con gli umanoidi (1979)
- Bakterion (1982)
- Rush (1983)
- Thor il conquistatore (1983)
- Rage - Fuoco incrociato (1984)
- I giorni dell'inferno (1986)
- La notte degli squali (1987)
- I predatori della pietra magica (1988)
- Buck ai confini del cielo (1991)
- Buck e il braccialetto magico (1998)

### Sceneggiatore
- Per una bara piena di dollari, regia di Demofilo Fidani (1971)

### Aiuto regista
- È mezzanotte... butta giù il cadavere, regia di Guido Zurli (1966)